# AS-202
AS-202 foi o terceiro voo de teste não tripulado do Saturno IB para o Programa Apollo da NASA. Lançado a partir do Cabo Kennedy em 25 de agosto de 1966. O AS-202 foi o teste de voo suborbital do Saturno IB e do Módulo de Comando e Serviço. Foi o terceiro teste de voo do Saturno IB. Designado para testar o foguete como foi feito no AS-201. Lançando o foguete a grande altitude e mantendo um voo duas vezes mais longo. O Módulo de Comando e Serviço (CSM-011) também foi testado e o motor foi acionado quatro vezes durante o voo.
O voo também testou a temperatura da blindagem submetida a 260 megajoules por metro quadrados. Durante a reentrada ele gerou energia equivalente a usada numa cidade como Los Angeles por um minuto em 1966. O AS-202 reentrou produzindo mais energia que o AS-201, seguindo um perfil de baixa reentrada, prolongando o tempo e passando direto pela atmosfera.
O CSM-11 foi basicamente um modelo produzido capaz de carregar uma tripulação. De qualquer modo faltaram as poltronas dos astronautas e alguns mostradores que podiam ser incluídos mais tarde, em missões com astronautas. Este foi o primeiro voo do Sistema de Navegação e Orientação e do Sistema Elétrico da Célula de Combustível.
O último voo de teste do Saturno IB foi lançado em 25 de agosto de 1966 da plataforma 34. A fase de lançamento foi perfeitamente normal com o primeiro estágio queimando abaixo de dois minutos e meio, levantando o foguete a 56 km de altitude e a 56 km do ponto de lançamento. O segundo estágio queimou além de sete minutos e meio jogando a espaçonave dentro de uma trajetória balística com a altitude máxima de 216 km.
O CSM foi pré-programado para queimar quatro vezes o seu Sistema de Propulsão de Serviço (SPS). A primeira ocorreu dois segundos depois da separação do segundo estágio S-IVB. Ele queimou por 3 minutos e 35 segundos, elevando a espaçonave ao apogeu de 1128,6 km. A segunda queima ocorreu 25 minutos mais tarde, durando 1 minuto e 28 segundos. Mais duas queimas, a cada três segundos, foram feitas dez segundos mais tarde para testar a capacidade de reinicio rápido do motor.
Testando o SPS, essas queimas aceleraram a espaçonave a 8900 metros por segundo na reentrada. A reentrada foi um passeio de montanha russa. Primeiro a espaçonave mergulhou de 122.000 metros para 66.000 metros, então elevou para 81.000 metros. Desta vez em uma velocidade de 1300 metros por segundo e mergulhou pela última vez. O paraquedas principal se abriu a 7250 metros de altitude e amerissou a 370 km do alvo. A cápsula foi resgatada pelo USS Hornet.